# Ambasadorowie Chin w Iranie
Chińska Republika Ludowa posiada w Islamskiej Republice Iranu swojego przedstawiciela w randze ambasadora od 1972 roku.
| 1.  | Chen Xinren  | marzec 1972 – listopad 1974      |
| 2.  | He Deqing    | grudzień 1974 – styczeń 1977     |
| 3.  | Jiao Ruoyu   | maj 1977 – sierpień 1979         |
| 4.  | Zhuang Yan   | kwiecień 1980 – grudzień 1982    |
| 5.  | Fan Zuokai   | marzec 1983 – styczeń 1986       |
| 6.  | Wang Benzuo  | marzec 1986 – marzec 1991        |
| 7.  | Hua Liming   | czerwiec 1991 – sierpień 1995    |
| 8.  | Wang Shijie  | październik 1995 – kwiecień 1999 |
| 9.  | Sun Bigan    | czerwiec 1999 – czerwiec 2002    |
| 10. | Liu Zhentang | październik 2002 – listopad 2007 |
| 11. | Xie Xiaoyan  | listopad 2007 – lipiec 2010      |
| 12. | Yu Hongyang  | od lipca 2010                    |